# Баджо, Махмуду
Махмуду Баджо (англ. Mahmudu Bajo; род. 15 августа 2004, Q1738721?, Нижняя Река) — гамбийский футболист, полузащитник клуба «Железиарне» и сборной Гамбии.

## Клубная карьера
Баджо — воспитанник испанского клуба «Гранада». В 2023 году игрок подписал контракт с словацким «Железиарне». 28 июля в матче против «Дуклы» он дебютировал в чемпионате Словакии.

## Международная карьера
В 2023 году в составе молодёжной сборной Гамбии Баджо принял участие в молодёжном Кубке Африки в Египте. На турнире он сыграл в матчах против сборных Туниса, Замбии, Южного Судана, Нигерии и Сенегала. В поединке против южносуданцев Махмуду забил гол.
В том же году Баджо принял участие в молодёжном чемпионате мира в Аргентине. На турнире он сыграл в матчах против команд Гондураса, Франции, Южной Кореи и Уругвая.